# Roda JC in het seizoen 2008/09 (vrouwen)
Het seizoen 2008/2009 is het 1e en enige jaar in het bestaan van de Kerkraadse vrouwenvoetbalclub Roda JC. De club kwam uit in de Eredivisie en heeft deelgenomen aan het toernooi om de KNVB beker.

## Wedstrijdstatistieken

### Eredivisie
|       | AZ    | ADO Den Haag | Willem II | FC Utrecht | FC Twente | sc Heerenveen |
| ----- | ----- | ------------ | --------- | ---------- | --------- | ------------- |
| Thuis | 1 – 4 | 2 – 2        | 0 – 2     | 1 – 2      | 3 – 1     | 1 – 6         |
| Uit   | 3 – 0 | 0 – 0        | 3 – 2     | 4 – 0      | 1 – 0     | 2 – 1         |
|       |       |              |           |            |           |               |
| Thuis | 0 – 2 | 0 – 2        | 2 – 2     | 1 – 3      | 1 – 3     | 3 – 4         |
| Uit   | 3 – 0 | 5 – 0        | 4 – 0     | 2 – 1      | 2 – 0     | 3 – 3         |

### KNVB beker
| 2e ronde                                 | VV Oostkapelle | 1 – 8 (? – ?)                              | Roda JC  |  |
| Plaats: Oostkapelle Sportpark Duinhelm   | Onbekend       |                                            | Onbekend |  |
| Achtste finale                           | Willem II      | Afgelast                                   | Roda JC  |  |
| Plaats: Tilburg Koning Willem II-stadion |                | Alle Eredivisieteams werden teruggetrokken |          |  |

## Statistieken Roda JC 2008/2009

### Eindstand Roda JC Vrouwen in de Eredivisie 2008 / 2009
| Stand | Gespeeld | Gewonnen | Gelijk | Verloren | Punten | Doelpunten voor | Doelpunten tegen | Gele kaarten | Rode kaarten |
| ----- | -------- | -------- | ------ | -------- | ------ | --------------- | ---------------- | ------------ | ------------ |
| 7e    | 24       | 1        | 4      | 19       | 7      | 22              | 65               | –            | –            |

### Topscorers
| #                | Naam                         | Goal |
| ---------------- | ---------------------------- | ---- |
| 1.               | Stephanie Harmsen            | 4    |
| 1.               | Shirley Kocacinar            | 4    |
| 2.               | Liv Aerts                    | 3    |
| 2.               | Suzanne de Kort              | 3    |
| 3.               | Sharona Demandt              | 2    |
| 3.               | Annika Pluijmen              | 2    |
| 6.               | Kelly Gilissen               | 1    |
| 6.               | Danitsja Heijligers          | 1    |
| 6.               | Miranda Valkenberg           | 1    |
| Eigen doelpunten |                              |      |
| 1.               | Atty Eelkema (sc Heerenveen) | 1    |
| Totaal           | Totaal                       | 22   |

| #      | Naam                            | Goal |
| ------ | ------------------------------- | ---- |
| –      | Onbekend (Tegen VV Oostkapelle) | 8    |
| Totaal | Totaal                          | 8    |